# Итегулов, Марал Сергазиевич
Марал Сергазиевич Итегулов (каз. Марал Серғазыұлы Итеғұлов; род. 26 июля 1953; Актобе обл в городе Шалкар , Казахская ССР, СССР) — казахстанский политический и общественный деятель, депутат Мажилиса Парламента Республики Казахстан ІІІ и IV созывов (2004—2011).

## Биография
Марал Сергазиевич Итегулов Родился 26 июля 1953 года в г. Шалкар
В 1976 году окончил факультет инженерной физики Московского энергетического института по специальности инженер-электрофизик.
В 1995 году окончил финансово-кредитный факультет института рынка при Академии государственного управления по специальности экономист.
Трудовую деятельность начал в 1976 году инженером в Алматинском энергетическом научно-исследовательском институте.
С 1977 по 1979 годы — инженер-наладчик, старший инженер, начальник ПТО Актюбинского управления «Казспецавтоматика».
С 1979 по 1984 годы — инструктор, завсектором, завотделом Актюбинского обкома ЛКСМ Казахстана.
С 1984 по 1986 годы — мастер, начальник цеха «Актюбрентген».
С 1987 по 1991 годы — второй секретарь Новороссийского (Хромтауского) райкома Компартии.
С 1992 по 1994 годы — главный специалист Антимонопольного комитета, Директор АО «Центр поддержки бизнеса», Фонда поддержки предпринимательства и развития бизнеса Актюбинской области.
С 1995 по 1996 годы — первый заместитель Председателя правления Государственного реабилитационного банка.
С 1997 по 2001 годы — гендиректор казахстанско-американского СП «FIAL».
С 2002 по 2003 годы — советник акима Западно-Казахстанской области.
В настоящее время советник председателя правления ТОО финансовое кредитное товарищество «Батыс».
С 1994 по 1995 годы — депутат Верховного Совета Казахстана XIII созыва от Актюбинского избирательного округа № 21 Актюбинской области.
С 2004 по 2011 годы — депутат Мажилиса Парламента Республики Казахстан ІІІ и IV созывов от избирательного округа № 11 Актюбинской области, член Комитета по финансам и бюджету Мажилиса Парламента Республики Казахстан.

## Награды и звания
- Орден Курмет (2007)[1]
- Орден Парасат (2015)[2][3]
- Награждён правительственными и юбилейными государственными медалями Республики Казахстан.